# Maduixes (Renoir)
Maduixes (Fraises) és un quadre de Pierre-Auguste Renoir pintat pels volts del 1905 i dipositat al Museu de l'Orangerie de París.

## Història
Al final de la seua vida, Renoir realitzà innombrables obres de petit format, sovint natures mortes de composició frontal senzilla, com aquesta, datada vers el 1905 per Meier-Graefe. Renoir va triar viure al sud de França a partir de la dècada del 1900 i, amb tal finalitat, es va instal·lar a Lo Canet i Canha de Mar, on es va fer construir una casa el 1908. Hi va pintar nombroses natures mortes, sovint optant per un format llarg com és el cas d'aquest oli sobre tela de 28 × 46 cm.

## Descripció
Malgrat el seu delicat estat de salut (que el va obligar a treballar assegut), les pintures de Renoir d'aquest període continuaven mostrant una certa alegria. Aquest deliciós llenç de petit format fou pintat amb gran cura: les maduixes són pintades amb gran precisió i els objectes i les fruites amb les seues diferents formes i textures es disposen els uns darrere dels altres sobre les estovalles blanques cobertes de plecs. No obstant això, la composició no és monòtona: l'animació és donada pel ganivet de la mantega damunt les estovalles a la part inferior esquerra, el mànec de la cullereta que surt de la gerra del sucre i les fulles de les maduixes. La forma arrodonida de la gerra es reflecteix en la llimona i el fruiter. Amb l'excepció dels contenidors com gerros i bols de fruites, Renoir poques vegades introduïa objectes inerts (com aquest ganivet) en les seues natures mortes, a diferència de Paul Cézanne. Els colors en si són frescos i alegres: les llimones, les maduixes i el recipient formen sobre les tovalles blanques una composició que captura i delecta la mirada de l'espectador amb els seus grocs, vermells i blaus.